# Toyo Seat

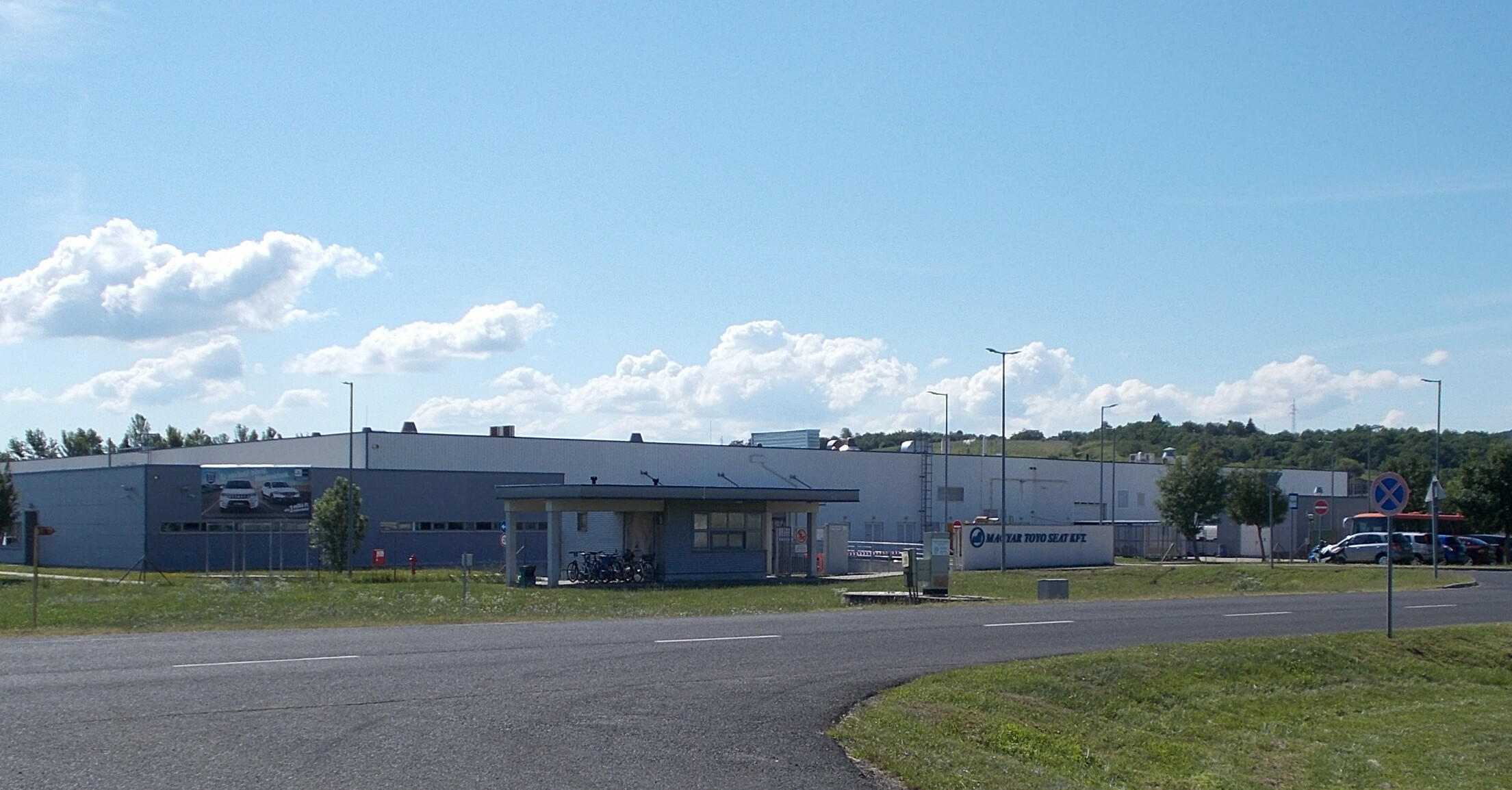
Toyo Seat Ungarn, 2020

K.K. Tōyō Seat (jap. 株式会社東洋シート, Kabushiki-gaisha Tōyō Shīto; engl. Toyo Seat Co., Ltd.) ist ein japanisches Unternehmen. Neben Softtops und Dachmodulen für Cabrios produziert Tōyō Seat u. a. Autositze, mechanische Produkte, Scharniere, Auspuffanlagen, Zierleisten, Sitze für Züge und Gesundheitszubehör, wie beispielsweise Rollstühle. Ende 2005 hatte Toyo Seat einen Umsatz von ca. 348 Milliarden Yen (2,651 Milliarden Euro) 2011 hatte Toyo Seat 979 Mitarbeiter, 2016 waren es noch 736 Beschäftigte. In Japan bestehen drei Werke unter eigenem Namen. Ein weiteres gibt es auf den Philippinen.
Seit 1997 hat Toyo Seat eine Fabrik mit 215 Mitarbeitern (2021) in Fleming (Kentucky). Für die US-amerikanische Toyo Seat in Michigan werden 523 Mitarbeiter genannt.
2002 wurde die Toyo Seat Europe in Ungarn gegründet. Begonnen wurde mit Rücksitzschienen, seit 2015 werden Dritte-Reihe-Rücksitze für Suzuki Vitara und den VW Touran hergestellt.
Mit einem taiwanesischen Unternehmen besteht ein Joint Venture.
2019 startete Toyo Seat ein US-Joint Venture zur Sitzherstellung mit zwei weiteren Zulieferern; die Produktion sollte 2021 beginnen.

## Produktion von Cabriodächern
2017 und auch 2022 gehörte das Unternehmen zu den ersten fünf Anbietern für Cabriodächer.
Toyo Seat fertigte Cabrio-Verdecke schon für folgende Fahrzeuge (Stand 2007):
- Mazda MX-5 Roadster (3. Generation, 2005)[15]
- Honda S2000 Roadster[15]
- Nissan 350Z Roadster[15]
- Toyota Camry Solara/Toyota Solara[15]
- Toyota MR2